# The Terror (sèrie de televisió)
The Terror és una sèrie de televisió estatunidenca de terror psicològic estrenada el 25 de març de 2018 al canal de pagament AMC. La sèrie està basada en la novel·la més venuda de Dan Simmons del mateix nom, un conte de ficció sobre l'expedició perduda del capità Sir John Franklin a la recerca del Pas del Nord-oest el 1845-1848.

## Argument
Les tripulacions a bord dels vaixells de la Royal Navy HMS Erebus i HMS Terror queden bloquejats pel gel durant l'hivern de 1845 a prop de l'Illa del Rei Guillem mentre intenten trobar el Pas del Nord-oest. Aviat aquest aïllament, les dures condicions meteorològiques i l'aparició d'un os polar esdevindran una amenaça més greu del que pensaven.

## Repartiment

### Principal
- Ciarán Hinds com el capità Sir John Franklin, capità de l'HMS Erebus.
- Jared Harris com el capità Francis Crozier,[3] capità de l'HMS Terror.
- Tobias Menzies com el comandant James Fitzjames[4]
- Paul Ready com el doctor Harry Goodsir, doctor de l'expedició.
- Adam Nagaitis com Cornelius Hickey
- Ian Hart com Thomas Blanky
- Nive Nielsen com Lady Silence[5]

### Secundari
- Greta Scacchi com Lady Jane Franklin
- Trystan Gravelle com Henry Collins
- Alfie Kingsnorth com David Young
- Alistair Petrie como el doctor Stephan S. Stanley
- Richard Sutton com Sir James Clark Ross
- David Walmsley com el sargent 'Solomon Tozer
- Tom Weston-Jones como el tinent Graham Gore
- Joe Hurst com Thomas Evans
- Jack Colgrave Hirst com Tom Hartnell
- Freddie Greaves com William Strong
- Mikey Collins com Robert Golding
- Liam Garrigan com Thomas Jopson
- Stephen Thompson com Magnus Manson
- Charles Edwards com el doctor Alexander McDonald
- Sebastian Armesto com Charles Des Voeux
- Christos Lawton com el tinent George Hodgson
- James Laurenson com Sir John Barrow
- Matthew McNulty com el tinent Edward Little
- Ronan Raftery com el tinent John Irving
- Chris Corrigan com el tinent John Diggle
- Anthony Flanagan com John Morfin
- Sian Brooke com Sophia Cracroft
- Caroline Boulton com Lady Ann Ross
- Richard Riddell com el sargent David Bryant
- Mike Kelly com John Gregory
- Declan Hannigan com el tinent Henry T. D. Le Visconte
- Kevin Guthrie com Henry Peglar
- Vin Hawke com George Barrow
- Edward Ashley com el tinent William Gibson
- John Lynch com John Bridgens
- Owen Good com Charles Best

## Episodis
| Núm. d'història | Episodi | Títol                       | Direcció             | Guió                   | Data d'estrena     |  |
| --------------- | ------- | --------------------------- | -------------------- | ---------------------- | ------------------ |  |
| 1               | 1       | "Go for Broke"              | Edward Berger        | David Kagjanich        | 25 de març de 2018 |  |
|                 |         |                             |                      |                        |                    |  |
| 2               | 2       | "Gore"                      | Edward Berger        | Soo Hugh               | 26 de març de 2018 |  |
|                 |         |                             |                      |                        |                    |  |
| 3               | 3       | "The Ladder"                | Sergio Mimica-Gezzan | Gina Welch             | 2 d'abril de 2018  |  |
|                 |         |                             |                      |                        |                    |  |
| 4               | 4       | "Punished, as a Boy"        | Edward Berger        | David Kajganich        | 9 d'abril de 2018  |  |
|                 |         |                             |                      |                        |                    |  |
| 5               | 5       | "First Shot a Winner, Lads" | Sergio Mimica-Gezzan | Josh Parkinson         | 16 d'abril de 2018 |  |
|                 |         |                             |                      |                        |                    |  |
| 6               | 6       | "A Mercy"                   | Sergio Mimica-Gezzan | Vinnie Wilhelm         | 23 d'abril de 2018 |  |
|                 |         |                             |                      |                        |                    |  |
| 7               | 7       | "Horrible from Supper"      | Tim Mielants         | Andres Fischer-Centeno | 30 d'abril de 2018 |  |
|                 |         |                             |                      |                        |                    |  |
| 8               | 8       | ""Terror Camp Clear"        | Tim Mielants         | David Kajganich        | 7 de maig de 2018  |  |
|                 |         |                             |                      |                        |                    |  |
| 9               | 9       | "The C, the C, the Open C"  | Tim Mielants         | Soo Hugh               | 14 de maig de 2018 |  |
|                 |         |                             |                      |                        |                    |  |
| 10              | 10      | "We Are Gone"               | Tim Mielants         | David Kajganich        | 21 de maig de 2018 |  |
|                 |         |                             |                      |                        |                    |  |

## Producció
Després de l'èxit que obtingué de la sèrie The Walking Dead, la cadena nord-americana de televisió per cable AMC va planejar crear una nova sèrie de terror basada en la novel·la "The Terror" de Dan Simmons. El març de 2016, es va confirmar que el canal va encarregar 10 episodis de la sèrie, amb una estrena prevista pel 2018.
Les escenes interiors es van filmar a Hongria, on es recrearen els vaixells i a l'iila de Pag (Croàcia). Mentre que la majoria de les escenes del gel es van fer a través d'imatges generades per ordinador (conegut per CGI en anglès).